# No Reino das Águas Claras
No Reino das Águas Claras (conhecido apenas como Reino das Águas Claras) é o primeiro episódio da série Sítio do Picapau Amarelo (2001), exibida pela Rede Globo em 12 e a 19 de outubro de 2001. O episódio foi baseado no livro de fantasia de Reinações de Narizinho pelo escritor brasileiro Monteiro Lobato, foi publicado em 1931.

## Elenco
- Isabelle Drummond - Emília
- Lara Rodrigues - Narizinho
- Rafael Novaes - Príncipe Escamado
- César Cardadeiro - Pedrinho
- Candido Damm - Visconde de Sabugosa
- Nicette Bruno - Dona Benta
- Dhu Moraes - Tia Nastácia
- Izak Dahora - Saci Pererê
- João Acaiabe - Tio Barnabé
- Aline Mendonça - Rabicó
- Ana Paula Botelho - Dona Aranha
- Paulo Bibiano - Doutor Caramujo
- Zé Clayton - Major Agarra-E-Não-Larga-Mais
- Josie Antello - Dona Carochinha
- Beatriz Browne - Miss Sardine
- Janser Barreto - Pequeno Polegar
- Thiago Mendonça - Bagre Mordomo
- Jacira Santos - Cuca

## Sinopse
"No Reino das Águas Claras" conta a ida de Narizinho (Lara Rodrigues) ao Reino do Príncipe Escamado (Rafael Novaes), onde a menina conhece o sapo Major Agarra-E-Não-Larga-Mais (Zé Clayton), briga com Dona Carochinha (Josie Antello).

## Lançamento em vídeo
No Reino das Águas Claras, foi lançado na primeira vez em VHS em 2001, junto com CD homônimo, pela Som Livre.
É também foi lançado em DVD em 2002 (como Viagem ao Céu & Reino das Águas Claras) pela Som Livre e Globo Vídeo.
Em 2007, foi lançado em DVD e uma edição da banca de revistas pela Editora Globo & Globo Marcas.